# بندر بن ناصر بن عبد العزيز آل سعود
الأمير بندر بن ناصر بن عبد العزيز آل سعود هو أحد أبناء الأمير ناصر بن عبد العزيز آل سعود ووالدته الأميرة وضحى بنت محمد الأزمع السبيعي

## أسرته

### زوجاته
- الأميرة سارة بنت هذلول بن عبد العزيز آل سعود [3][4]

### أبنائه
- الأمير ناصر بن بندر بن ناصر بن عبد العزيز
- الأمير عبد الإله بن بندر بن ناصر بن عبد العزيز
- الأميرة غالية بنت بندر بن ناصر بن عبد العزيز